# Gouvernement Gómez de las Roces
 Aragon
Marraco Eiroa
Le gouvernement Gómez de las Roces est le gouvernement de l'Aragon entre le 4 août 1987 et le 19 juillet 1991, durant la IIe législature des Cortes d'Aragon. Il est présidé par Hipólito Gómez de las Roces.

## Composition

### Initiale
| Fonction                                                                        | Titulaire | Titulaire                   | Parti |
| ------------------------------------------------------------------------------- | --------- | --------------------------- | ----- |
| Président de la Députation générale                                             |           | Hipólito Gómez de las Roces | PAR   |
| Conseiller à la Présidence et aux Relations institutionnelles                   |           | José Ángel Biel Rivera      | PAR   |
| Conseiller à l'Économie                                                         |           | Ramón Alfonso Galianas      | PAR   |
| Conseiller aux Finances                                                         |           | José María Bescós Ramón     | PAR   |
| Conseiller à l'Aménagement du territoire, aux Travaux publics et aux Transports |           | Joaquín Maggioni Casadevall | PAR   |
| Conseiller à l'Agriculture, à l'Élevage et à la Montagne                        |           | Javier Alvo Aguado          | PAR   |
| Conseiller à l'Industrie, au Commerce et au Tourisme                            |           | Luis Acín Boned             | PAR   |
| Conseillère à la Santé, au Bien-être social et au Travail                       |           | Ana María Cortés Navarro    | PAR   |
| Conseiller à la Culture et à l'Éducation                                        |           | Darío Vidal Llisterri       | Sans  |

### Remaniement du18 novembre 1988
- Les nouveaux conseillers sont indiqués en gras, ceux ayant changé d'attributions en italique.

| Fonction                                                                        | Titulaire | Titulaire                   | Parti |
| ------------------------------------------------------------------------------- | --------- | --------------------------- | ----- |
| Président de la Députation générale                                             |           | Hipólito Gómez de las Roces | PAR   |
| Conseiller à la Présidence et aux Relations institutionnelles                   |           | José Ángel Biel Rivera      | PAR   |
| Conseiller à l'Économie                                                         |           | Antonio Laguarta Laguarta   | PAR   |
| Conseiller aux Finances                                                         |           | José María Bescós Ramón     | PAR   |
| Conseiller à l'Aménagement du territoire, aux Travaux publics et aux Transports |           | Joaquín Maggioni Casadevall | PAR   |
| Conseiller à l'Agriculture, à l'Élevage et à la Montagne                        |           | Javier Alvo Aguado          | PAR   |
| Conseiller à l'Industrie, au Commerce et au Tourisme                            |           | Luis Acín Boned             | PAR   |
| Conseillère à la Santé, au Bien-être social et au Travail                       |           | Ana María Cortés Navarro    | PAR   |
| Conseiller à la Culture et à l'Éducation                                        |           | Enrique Calvo Cabello       | Sans  |

### Remaniement du13 mars 1989
- Les nouveaux conseillers sont indiqués en gras, ceux ayant changé d'attributions en italique.

| Fonction                                                                        | Titulaire | Titulaire                   | Parti |
| ------------------------------------------------------------------------------- | --------- | --------------------------- | ----- |
| Président                                                                       |           | Hipólito Gómez de las Roces | PAR   |
| Conseiller à la Présidence et aux Relations institutionnelles                   |           | José Ángel Biel Rivera      | PAR   |
| Conseiller à l'Économie                                                         |           | Santiago Lanzuela Marina    | PP    |
| Conseiller aux Finances                                                         |           | José María Bescós Ramón     | PAR   |
| Conseiller à l'Aménagement du territoire, aux Travaux publics et aux Transports |           | Joaquín Maggioni Casadevall | PAR   |
| Conseiller à l'Agriculture, à l'Élevage et à la Montagne                        |           | José Urbieta Galé           | PP    |
| Conseiller à l'Industrie, au Commerce et au Tourisme                            |           | Luis Acín Boned             | PAR   |
| Conseillère à la Santé, au Bien-être social et au Travail                       |           | Ana María Cortés Navarro    | PAR   |
| Conseiller à la Culture et à l'Éducation                                        |           | Enrique Calvo Cabello       | Sans  |